# Ministeri d'Energia, Turisme i Agenda Digital d'Espanya
El Ministeri d'Energia, Turisme i Agenda Digital d'Espanya és un dels departaments ministerials en els quals s'organitza l'Administració General de l'Estat, el titular del qual és el ministre o la ministra d'Energia, Turisme i Agenda Digital.
Fou creat l'any 2016 pel president del Govern d'Espanya, Mariano Rajoy, a través del Reial Decret 415/2016, de 3 de novembre, pel qual es reestructuren els departaments ministerials.
L'actual titular és Álvaro Nadal Belda.

## Funcions
Correspon al Ministeri la proposta i execució de la política del Govern d'Espanya en matèria d'energia, turisme, telecomunicacions i societat de la informació, així com el desenvolupament de l'Agenda Digital.

## Estructura orgànica
El Ministeri s'estructura en els següents òrgans superiors:
- La Secretaria d'Estat d'Energia.
- La Secretaria d'Estat de Societat de la Informació i l'Agenda Digital.
- La Secretaria d'Estat de Turisme.

## Llista de ministres
| Legislatura           | Inici                 | Finalització | Nom                | Partit |
| --------------------- | --------------------- | ------------ | ------------------ | ------ |
| XII (2016-actualitat) | 4 de novembre de 2016 | en el càrrec | Álvaro Nadal Belda | PP     |